# Mistrzostwa Europy w Wioślarstwie 1933
34. Mistrzostwa Europy w Wioślarstwie odbyły się w dniach 25–28 sierpnia 1933 r. w węgierskim Budapeszcie. Zawodnicy rywalizowali w 7 konkurencjach wioślarskich na przepływającym przez miasto Dunaju. 

## Medaliści
| Konkurencja                 | Złoto | Srebro | Brąz | Źródło      |
| --------------------------- | --- | --- | --- | ----------- |
| M1x (jedynka)               | Roger Verey | Eugen Studach | Vincenzo Giacomini | [ 2 ]       |
| M2x (dwójka podwójna)       | Francja Georges Frisch · Louis Hansotte | Włochy Mario Moretti · Orfeo Paroli | Węgry Béla Szendey · Andras Szendey | [ 3 ] [ 4 ] |
| M2- (dwójka bez sternika)   | Węgry Gusztav Götz · Tibor Machan | Szwajcaria Karl Schmid · Ernest Rufli | Holandia A.A. Dekker · Willem Hendrik Jens | [ 5 ]       |
| M2+ (dwójka ze sternikiem)  | Węgry Károly Győry · Tibor Mamusich · László Goreczky (sternik)                                                                                            | Polska Janusz Ślązak · Jerzy Braun · Jerzy Skolimowski (sternik) | Francja Marcel Vandernotte · Fernand Vandernotte · Joie (sternik)                                                                                               | [ 6 ]       |
| M4- (czwórka bez sternika)  | Dania Aage Hansen · Christian Olsen · Walther Christiansen · Richard Olsen                                                                                 | Holandia F. Moltzer · Godfried Roëll · J.C.J. Storm van's Gravensande · W.A.P.F.L. Storm van's Gravensande                                                                | Węgry László Bartók · Árpád Kauser · Alajos Szilassy · Zoltán Török                                                                                             | [ 7 ]       |
| M4+ (czwórka ze sternikiem) | Włochy Valerio Perentin · Francesco Chicco · Nicolò Vittori · Umberto Vittori · Renato Petronio (sternik)                                                  | Węgry Hugó Ballya · Frigyes Hollósi · Károly Gyurkóczy · n/n · Ervin Kereszthy (sternik)                                                                                  | Czechosłowacja Jiří Žába · František Vrba · Antonín Burda · Václav Černý · Josef Jabor (sternik)                                                                | [ 8 ]       |
| M8+ (ósemka)                | Węgry István Tóth · Miklós Krassy · Gábor Alapy · György Kozma · Hugó Ballya · Frigyes Hollósi · László Szabó · Károly Gyurkóczy · László Molnár (sternik) | Włochy Renato Barbieri · Ottorino Godini · Renato Bracci · Dino Barsotti · Dante Secchi · Guglielmo Del Bimbo · Enrico Garzelli · Mario Balleri · Cesare Milani (sternik) | Jugosławia Milan Blacse · Branko Alujevič · Vice Jurišić · Stipe Krnčević · Slavko Rosa · Josip Rosa · Spiro Grubišić · Linardo Bujas · Ante Soltisek (sternik) | [ 9 ]       |

## Klasyfikacja medalowa
| Miejsce | Reprezentacja  | Złoto | Srebro | Brąz | Razem |
| ------- | -------------- | ----- | ------ | ---- | ----- |
| 1.      | Węgry          | 3     | 1      | 2    | 6     |
| 2.      | Włochy         | 1     | 2      | 1    | 4     |
| 3.      | Polska         | 1     | 1      | 0    | 2     |
| 4.      | Francja        | 1     | 0      | 1    | 2     |
| 5.      | Dania          | 1     | 0      | 0    | 1     |
| 6.      | Szwajcaria     | 0     | 2      | 0    | 2     |
| 7.      | Holandia       | 0     | 1      | 1    | 2     |
| 8.      | Czechosłowacja | 0     | 0      | 1    | 1     |
| 8.      | Jugosławia     | 0     | 0      | 1    | 1     |
| Razem   | Razem          | 7     | 7      | 7    | 21    |